# Enhalus
Genre
Classification APG II (2003)
Enhalus est un genre monotypique d'herbes marines, plantes monocotylédones sous-marines de la famille des
Hydrocharitaceae.

Le nom générique Enhalus dérive du grec « en » (dans), « halo » (sel marin) et de la désinence latine « us » (du, de la) ,, pour nommer une plante vivant en eau salée.

## Caractéristiques générales
Ce sont des plantes marines herbacées, vivaces, dont les caractères distinctifs sont les suivants :
- rhizome jusqu'à 1,5 cm de large, densément recouvert de débris de fibres de feuilles déchiquetées,
- nombreuses racines, non ramifiées de 10 à 20 cm de long et 3 à 5 mm de large,
- feuilles de 30 à 150 cm de long et 1,25 à 1,75 cm de large avec une gaine à leur base, mais sans ligule.

Les feuilles en forme de ruban se développent directement à partir des rhizomes et peuvent dépasser 1 m de longueur.  La pollinisation s’effectue à la surface de l’eau : les fleurs mâles se détachent de la plante et flottent en surface jusqu’à ce qu’elles entrent en contact avec les fleurs femelles permettant à la pollinisation de se produire.

## Liste d'espèces
Une seule espèce est acceptée dans ce genre, d'après ITIS et WORMS :
- Enhalus acoroides (L.f.) Royle, 1839

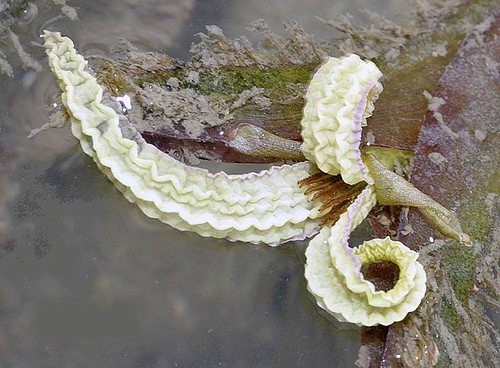
Enhalus acoroides fleurit assez régulièrement sur les rivages de Singapour, en longues tiges terminées chacune par une grande fleur femelle.
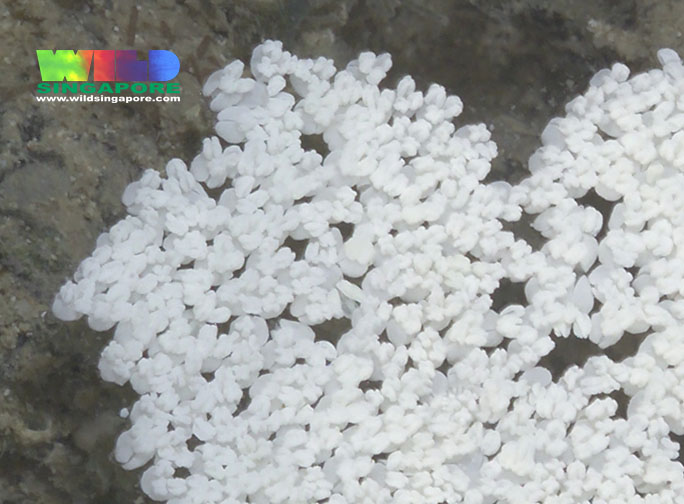
Agglomération de fleurs mâles d'Enhalus acoroides dans les environs de Singapour.

## Synonymie
- Enhalus acoroides
  - Enhalus koenigii Rich., 1814
  - Enhalus marinus Griff., 1851
  - Stratiotes acoroides L.F., 1782
  - Vallisneria sphaerocarpa Blanco, 1837

## Distribution
L'espèce a une large distribution des côtes orientales de l'Afrique jusqu'aux Îles Ryūkyū (Japon) ; sur les côtes sud et est des îles Salomon ; en Nouvelle-Calédonie ; dans le détroit de Torrès et le nord du Queensland (Australie) .
On en récolte jusqu'à Singapour en particulier à Pulau Semakau.